# Reglementare și licență în inginerie
Reglementarea și licența în inginerie este stabilită de diferite țări în lume pentru a încuraja viața, bunăstarea publică, siguranța, bunăstarea, apoi mediul și alte interese ale publicului larg și pentru a defini procesul de licență prin care un inginer obține licența să practice ingineria și să ofere publicului servicii și produse profesionale .
Ca și în cazul multor alte profesii și activități, ingineria este adesea o activitate restricționată. În mod similar, țară în care se acordă licență în funcție de o anumită disciplină de inginerie definește limitele fiecărei discipline cu atenție, astfel încât cei care practică profesia să înțeleagă ce sunt competenți să facă.

## Intenție legislativă
Un inginer licențiat își asumă responsabilitatea legală pentru lucrările de inginerie, produse sau proiecte (de obicei printr-un sigiliu sau ștampilă pe documentația de proiectare relevantă) în ceea ce privește legislația locală de inginerie. Reglementările impun că numai un inginer autorizat să poată semna, sigila sau ștampila documentația tehnică, cum ar fi rapoarte, planuri, desene inginerești și calcule pentru estimarea studiului sau evaluare sau să efectueze analize de proiectare, reparații, service, întreținere sau supraveghere a lucrărilor de inginerie, procesului sau proiectului. În cazurile în care siguranța publică, proprietatea este în cauză, inginerii autorizați sunt încredințați de către guvern și societatea publică pentru a îndeplini sarcina într-un mod competent. În diferite părți ale lumii, inginerii autorizați pot folosi un titlu protejat, cum ar fi inginer profesionist, inginer autorizat sau pur și simplu inginer .
Un inginer cu prerogative legale, în exercițiu funcțiunii nu pune în pericol siguranța publică în schimb ceilalți pot pune în pericol acest lucru. Aceasta înseamnă că un inginer trebuie să se susțină la cel mai înalt nivel de conduită tehnică și morală rezonabilă sau să fie sancționat potrivit legii în cazul în care aduce prejudicii societății. Încălcările legii ingineriei sunt suficiente motive de executare, suspendare sau pierderea licenței și sancțiuni financiare. Acestea pot include, de asemenea, închisoarea, în cazul în care se demonstrează că a fost neglijență gravă și a dus la pierderea de vieți omenești.
Un inginer cu licență oferă comunității de care aparține asigurarea că persoana este calificată, efectuează sau supraveghează lucrări în domeniu. Un muncitor sau un manager fără licență nu are nicio răspundere specifică, deoarece aceasta este suportată de angajator prin legislația specifică sau inginerească și nu există o autoritate de reglementare care să impună o practică inginerească acceptabilă în legătură cu munca. 

## Licență și reglementare
A deveni inginer licențiat este un proces care variază în întreaga lume, dar în general necesită o diplomă de inginerie de patru ani și patru ani de experiență în inginerie. În unele regiuni, utilizarea termenului „inginer” este reglementată, în altele nu. Acolo unde ingineria este o profesie reglementată, există proceduri și cerințe specifice pentru obținerea unei înregistrări, a unui statut sau a unei licențe pentru a practica inginerie. Acestea sunt obținute de la guvern sau de la o autoritate care acordă siguranță și acționează în numele său, iar inginerii sunt supuși reglementării de către aceste organisme. În plus față de licență, există programe de certificare voluntară pentru diferite discipline care implică examene acreditate de Consiliul de Inginerie și Consiliile de Specialitate Științifică.
În practică acolo unde legea este clară unele meserii sânt recunoscute(arhitect, medic, avocat, etc.), ca atare în unele țări și inginerii autorizați se bucură de o influență semnificativă asupra reglementărilor lor. Ei sunt adesea autorii codurilor de etică pertinente folosite de unele dintre aceste organizații. Inginerii din sectorul privat se găsesc cel mai adesea în relații tradiționale profesional-client în practica lor. Inginerii angajați în serviciul guvernamental și industria administrată de guvern sunt de cealaltă parte a acestei relații. În ciuda concentrării diferite, inginerii din industrie și din practica privată se confruntă cu probleme etice similare și ajung la concluzii similare. 

## Europa
Inginerul European („Eur Ing” și „EUR ING”) este un certificat internațional pentru ingineri care lucrează în multe țări europene.Certificatul este acordat după o cerere și documente aferente acesteia unei asociații profesionale membră național al Inginerilor Europeni (Federația Europeană a Asociațiilor Naționale de Inginerie (FEANI)). Inginer European include reprezentanți din multe țări europene, inclusiv o mare parte din Uniunea Europeană.
Inginer European face lobby și se străduiește să stabilească prin titlul acordat „EUR ING” garanție a competenței inginerilor profesioniști. Nu este o autoritate guvernamentală sau supranațională (Uniunea Europeană), dar este recunoscută de UE ca exemplu de autoreglementare.
Din acest motiv, poate fi problematic să adăugați titlul „EUR ING” la numele celor din unele state. În special cei care reglementează utilizarea termenului de inginer, abrevierile acestuia și traducerile și unde titlul de inginer poate fi acordat doar de instituții recunoscute (cum ar fi universitățile). 
În cele din urmă, legislația națională, nu certificatul EUR ING de la Inginer European, definește dacă o diplomă de inginerie și de obicei o calificare profesională de inginerie dintr-o țară membră este recunoscută de alta. Pentru membrii UE, Directiva UE 2005/36/CE a Parlamentului European și a Consiliului din 7 septembrie 2005 privind recunoașterea calificărilor profesionale oferă cadrul legal și trebuie să fie implementată în legislația națională. 

## Germania
Utilizarea titlului postului de inginer nu a fost reglementată până la 8 iulie 1965.S-a estimat că în acest moment existau 105 000 de ingineri cu diplome academice, 225 000 de ingineri cu o academie sau o școală de ingineri cu diplomă și 30 000 de ingineri declarați
În anul 2023 numărul inginerilor cu titlul academic „Diplom-Ingenieur”, cu sau fără sufix, este în scădere. Germania a adoptat Procesul Bologna și a trecut la un sistem de licență/master cu titlurile academice respective.

### Camere de inginerie
Inginerii care oferă anumite servicii de inginerie trebuie să fie membri ai unei camere de inginerie „Ingenieurkammer” prin lege. Acesta este cel mai frecvent cazul activităților de consultanță independentă „Beratender Ingenieur” în construcții, dar poate fi solicitat și pentru alte lucrări de inginerie. De asemenea, este posibilă calitatea de membru voluntar.
Camerele de inginerie sunt autonome și oferă servicii membrilor lor.

## Statele Unite ale Americii
În Statele Unite, înregistrarea sau licența inginerilor profesioniști și a practicii de inginerie este guvernată de statele individuale. Fiecare înregistrare sau licență este valabilă numai în statul în care este acordată. Unii ingineri licențiați mențin licențe în mai multe state. Comunitatea, cunoscută și sub numele de reciprocitate, între state permite inginerilor care sunt licențiați sau înregistrați într-un stat să obțină o licență într-un alt stat fără a îndeplini dovada obișnuită riguroasă de calificare prin testare. Acest lucru este realizat de al doilea stat care recunoaște validitatea procesului de licențiere sau înregistrare al primului stat. 